# ウスチオルディンスキー
ウスチオルディンスキー（ロシア語: Усть-Орды́нский、ブリヤート語: Ордын Адаг, Ust-Ordynsky）は、ロシアのイルクーツク州に所在するウスチオルダ・ブリヤート自治管区の中心都市。人口は14,335人である（2002年現在）。
アンガラ川の支流であるクダ川に臨む。イルクーツク市から北東に62キロメートル。
座標: 北緯52度48分20秒 東経104度45分44秒 / 北緯52.80556度 東経104.76222度